# Cambria

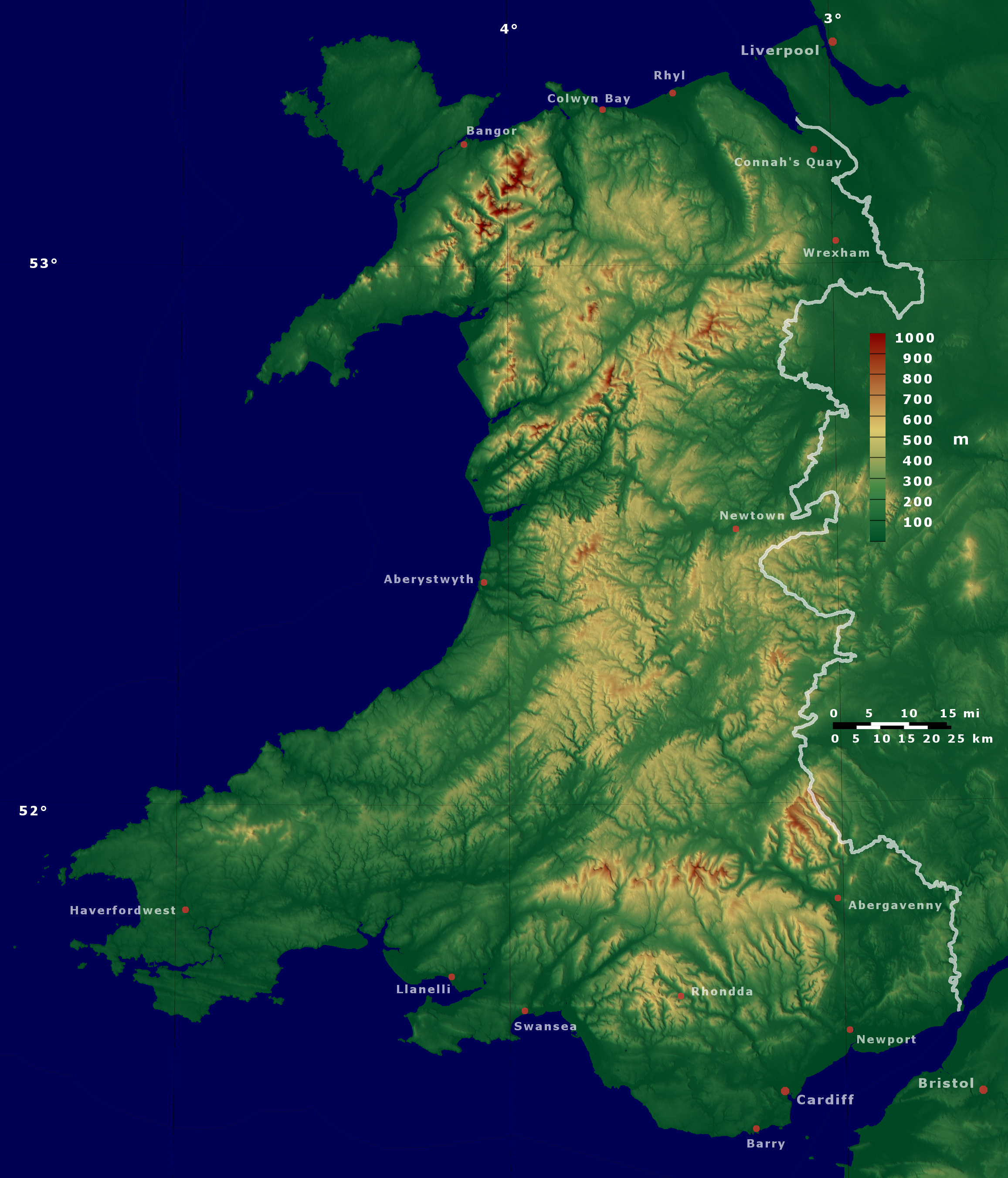
Gales

Cambria es el nombre clásico de Gales, la forma latinizada del nombre galés Cymru. 

## Uso legendario
Según Godofredo de Monmouth en la primera parte de su pseudohistoria Historia Regum Britanniae, el troyano Brutus tenía tres hijos entre los cuales dividió sus tierras tras llegar a Gran Bretaña. Su hijo mayor, Locrinus, recibió las tierras entre los ríos Humber y Severn, a las que llamó Loegria (una latinización del nombre galés Lloegr, que quiere decir "Inglaterra"). Su segundo hijo, Albanactus, se quedó con las tierras de más allá del Humber, a las que llamó Alba (Yr Alban en galés, "Escocia"). Al hijo pequeño, Kamber, le legó todas las tierras tras el Severn, a las que llamó Cambria.
Esta leyenda fue ampliamente conocida entre los siglos XII y XVI.

## En la actualidad
El nombre "Cambria" sigue existiendo en la literatura contemporánea. Se usa en geología para referirse al periodo geológico que ocurrió entre hace 542 millones y 488,3 millones de años. En 1835 el geólogo Adam Sedgwick nombró la era geológica del cámbrico tras haber estudiado rocas de ese periodo en zonas de Gales. También es un nombre de mujer en inglés, aunque sin mucha difusión.